# Chalestra
Chalestra là một chi bướm đêm thuộc họ Erebidae.